# Giovanni Battista Giraldi

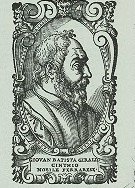
Giovanni Battista Giraldi

Giovanni Battista Giraldi (Ferrara, 1504 - aldaar, 30 december 1573) was een Italiaans dichter, hoogleraar klassieke retorica en arts aan het Hof van de hertogen van Este in Ferrara. Zelf voegde hij "Cinzio" aan zijn naam toe.
Zijn meest omvangrijke werk is de novellebundel Gli Hecatommithi uit 1565, een verzameling van in totaal 113 novellen naar het model van Boccaccio. Het werk is met name belangrijk omdat Shakespeare zijn Othello, the Moor of Venice baseerde op een van de novellen uit de Hecatommithi. Ook Measure for Measure is, via een komedie van George Whetstone, gebaseerd op Giraldi's novellebundel. Hoewel zijn 'magnum opus' regelmatig verwijten van barokke, contra-reformatorische moraliteit heeft gekregen in de literaire kritiek van rond de vorige eeuwwisseling, ligt een mildere interpretatie op grond van vele tekstuele en extra-tekstuele kenmerken van het boek voor de hand. Giraldi publiceerde hiernaast nog een aanzienlijk aantal tragedies, een poëticaal geschrift (waardoor hij in conflict raakte met zijn vroegere leerling Pigna), een geschiedenis van de hertogen van Este en een traktaat over de hoveling.
- Bibsys: 90619274
- Biblioteca Nacional de España: XX1298322
- Bibliothèque nationale de France: cb12003257p (data)
- Catàleg d'autoritats de noms i títols de Catalunya: 981058526626806706
- CiNii: DA02179210
- Gemeinsame Normdatei: 11871760X
- International Standard Name Identifier: 0000 0001 2127 2740
- Library of Congress Control Number: n50033880
- MusicBrainz: 59b9da9c-dca4-4048-995c-cc285ee685ac
- Nationale Bibliotheek van Tsjechië: xx0184190
- Nationale bibliotheek van Australië: 35801172
- Nationale Bibliotheek van Israël: 987007270804405171
- Nederlandse Thesaurus van Auteursnamen: 069330786
- Réseau des bibliothèques de Suisse occidentale: 02-A000072233
- Istituto Centrale per il Catalogo Unico: UFIV021933
- LIBRIS: 345678
- SNAC: w6qj9f13
- Système universitaire de documentation: 028138511
- Trove: 1093510
- Virtual International Authority File: 34466862
- WorldCat: E39PBJqK9vv8H3gwTFd7QrHQv3